# Alexandre Thurber
Alexandre Thurber, né le 2 avril 1871 et mort le 19 avril 1958 à Montréal, est un homme politique québécois.